# Taygetos

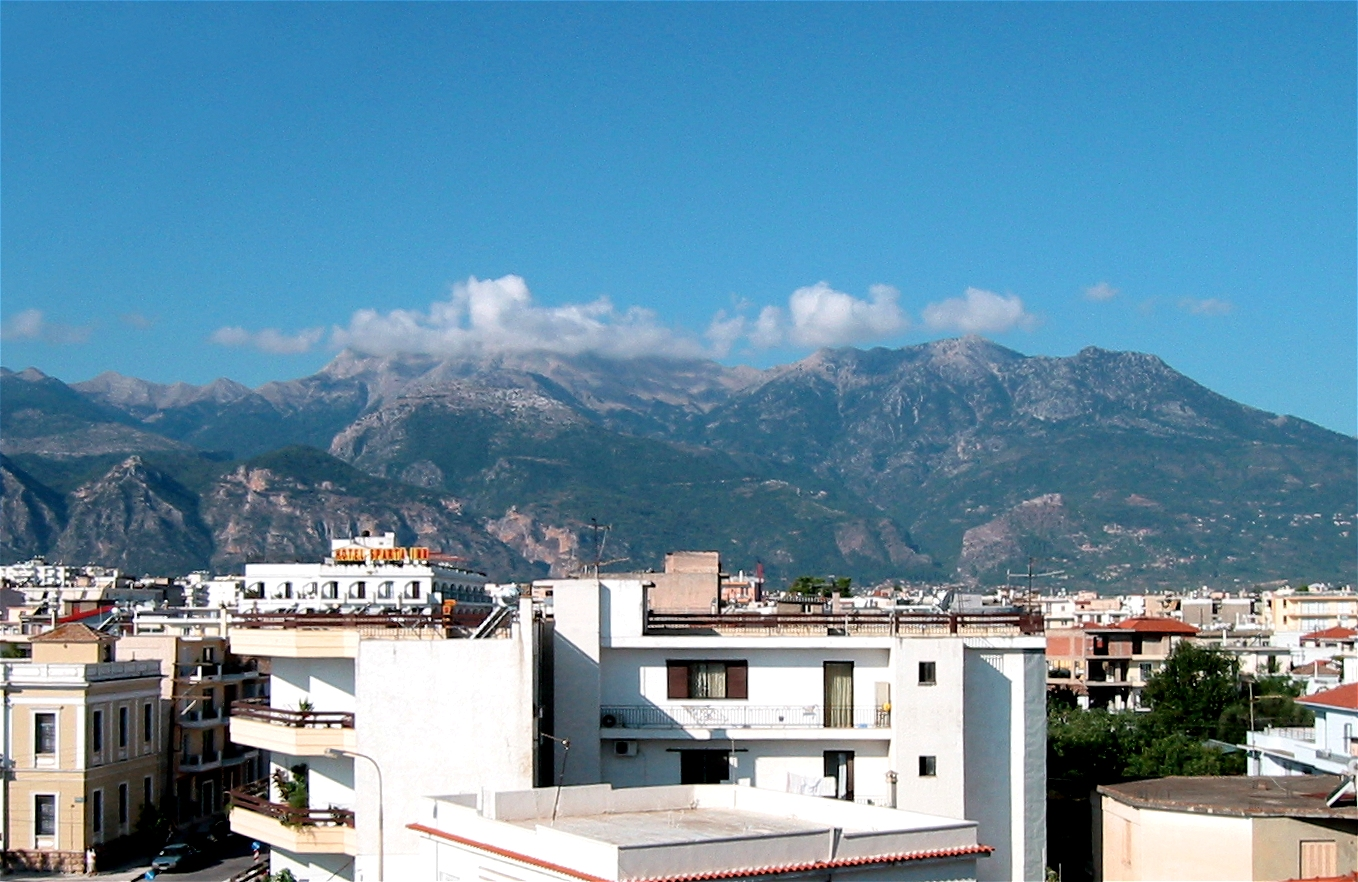
Taygetos sett från Sparta

Taygetos (grekiska Ταΰγετος, latin Taygetus), förr även kallat Pentedaktylon ("Femfingersberget"), en vild, fordom till större delen skogbevuxen bergskedja på Peloponnesos i Grekland. Den utgrenar sig från det i norr liggande arkadiska höglandet och utlöper mot söder i Kap Matapan. Dess kam bildar gränsen mellan landskapen Lakonien i öster och Messenien i väster. Största höjden över havet är 2 404 meter (Profitis Ilias).